# James Maurice Harrison
James Maurice Harrison (* 13. Februar 1892 in Hampstead, Middlesex; † 4. Dezember 1971 in Tonbridge, Kent) war ein britischer Arzt und Amateur-Ornithologe.

## Leben
Harrison war der Sohn von Frederick Angier Harrison und Kathleen Elizabeth Lakin. Er absolvierte eine Ausbildung am Malvern College und in Felsted und begann anschließend ein Medizinstudium am St Thomas’ Hospital. Seine Berufswahl wurde wahrscheinlich von seinem Vater beeinflusst, der Direktor des St Thomas Hospitals war. Während des Krieges von 1914 bis 1948 diente er als Chirurg auf Zerstörern in der Dover-Patrouille. Er kehrte zur weiteren Qualifikation zum St Thomas’ Hospital zurück und trat als Surgeon-Lieutenant wieder in die Royal Navy ein. Er diente hauptsächlich im östlichen Mittelmeer und überlebte als einziger Offizier den Untergang der Monitor 28. Er erhielt das Distinguished Service Cross für seine Tapferkeit, als er einen Marinesoldaten, dessen Bein weggesprengt worden war, über eine Meile durch das Wasser schleppte, und für seine Fürsorge für die Verwundeten an Land. Im August 1918 heiratete er Rita Graham Sorley, mit der er einen Sohn hatte. 1920 ließ er sich als praktischer Arzt in Sevenoaks nieder und zog sich erst 1969 aus der Allgemeinmedizin zurück. Bis 1954 war er auch als praktischer Chirurg im Sevenoaks Hospital tätig.
In seiner Freizeit widmete sich Harrison der Ornithologie und der Aquarellmalerei. 1918 veröffentlichte er in der Zeitschrift British Birds seinen ersten Artikel unter dem Titel Bird notes from Macedonia. Insgesamt war er Autor oder Mitautor von etwa 330 Veröffentlichungen. Zu seinen bekanntesten Schriften zählen The Birds of Kent (zwei Bände, 1953), A Hand-List of the Birds of the Sevenoaks or Western District of Kent (1942), Bird Taxidermy (1964) und Bristow and the Hastings Rarities Affair (1968). Er schrieb zudem Beiträge zu den Werken The Ornithologists’ Guide (1956), A New Dictionary of Birds (1964) und The New Wildfowler in the 1970’s (1970). Seine ornithologischen Interessen waren breit gefächert. So veröffentlichte er 1925 in der Fachzeitschrift Ibis einen Artikel über die Irisfarbe des Hoatzins, 1944 im Bulletin of British Ornithologists’ Club einen Beitrag über Hybride zwischen Zwergsäger und Schellente, 1946 in der Zeitschrift British Birds einen Artikel über Sonnenbaden bei Vögeln und 1947 in der Zeitschrift Medical Press einen Beitrag über Medizin und Ornithologie.
Harrison unternahm zahlreiche Reisen, insbesondere nach Griechenland, Bulgarien, Israel, Nordafrika und Lappland, über deren Ergebnisse er eine Reihe von Abhandlungen veröffentlichte. Er beschrieb die Unterarten Prunella modularis meinertzhageni der Heckenbraunelle und Fringilla coelebs syriaca des Buchfinks.
1953 wurde er zum Vizepräsidenten der British Ornithologists’ Union gewählt und gehörte dem Council von 1937 bis 1940 an. Von 1946 bis 1949 war er Vorsitzender des British Ornithologists’ Club, von 1945 bis 1946 stellvertretender Vorsitzender und von 1933 bis 1936 Mitglied des Ausschusses. Er war wissenschaftliches Mitglied der Zoological Society of London, Fellow der Linnean Society of London, Vizepräsident der Wildfowlers’ Association of Great Britain and Ireland, der Kent Wildfowlers’ Association und des Kent Naturalist Trusts sowie Ehrenvizepräsident auf Lebenszeit der Kent Ornithological Society.